# Erzbistum Crotone-Santa Severina
Das Erzbistum Crotone-Santa Severina (lateinisch Archidioecesis Crotonensis-Sanctae Severinae, italienisch Arcidiocesi di Crotone-Santa Severina) ist eine in Italien gelegene römisch-katholische Erzdiözese mit Sitz in Crotone. 

## Geschichte
Im 6. Jahrhundert wurde das Bistum Crotone errichtet und dem Erzbistum Reggio Calabria als Suffraganbistum unterstellt. Das Priesterseminar des Bistums Crotone wurde im Jahre 1664 errichtet. Am 27. Juni 1818 wurde ihm das Diözesangebiet des aufgelösten Bistums Isola (später Titularbistum Isola) zugeschlagen.
Seit 21. Dezember 1973 wurden das Bistum Crotone und das Erzbistum Santa Severina in Personalunion verwaltet. Am 30. September 1986 wurde dem Bistum Crotone durch die Kongregation für die Bischöfe mit dem Dekret Instantibus votis das Erzbistum Santa Severina angegliedert. Das Erzbistum Crotone-Santa Severina wurde am 30. Januar 2001 dem Erzbistum Catanzaro-Squillace als Suffraganbistum unterstellt.

## Einzelnachweise

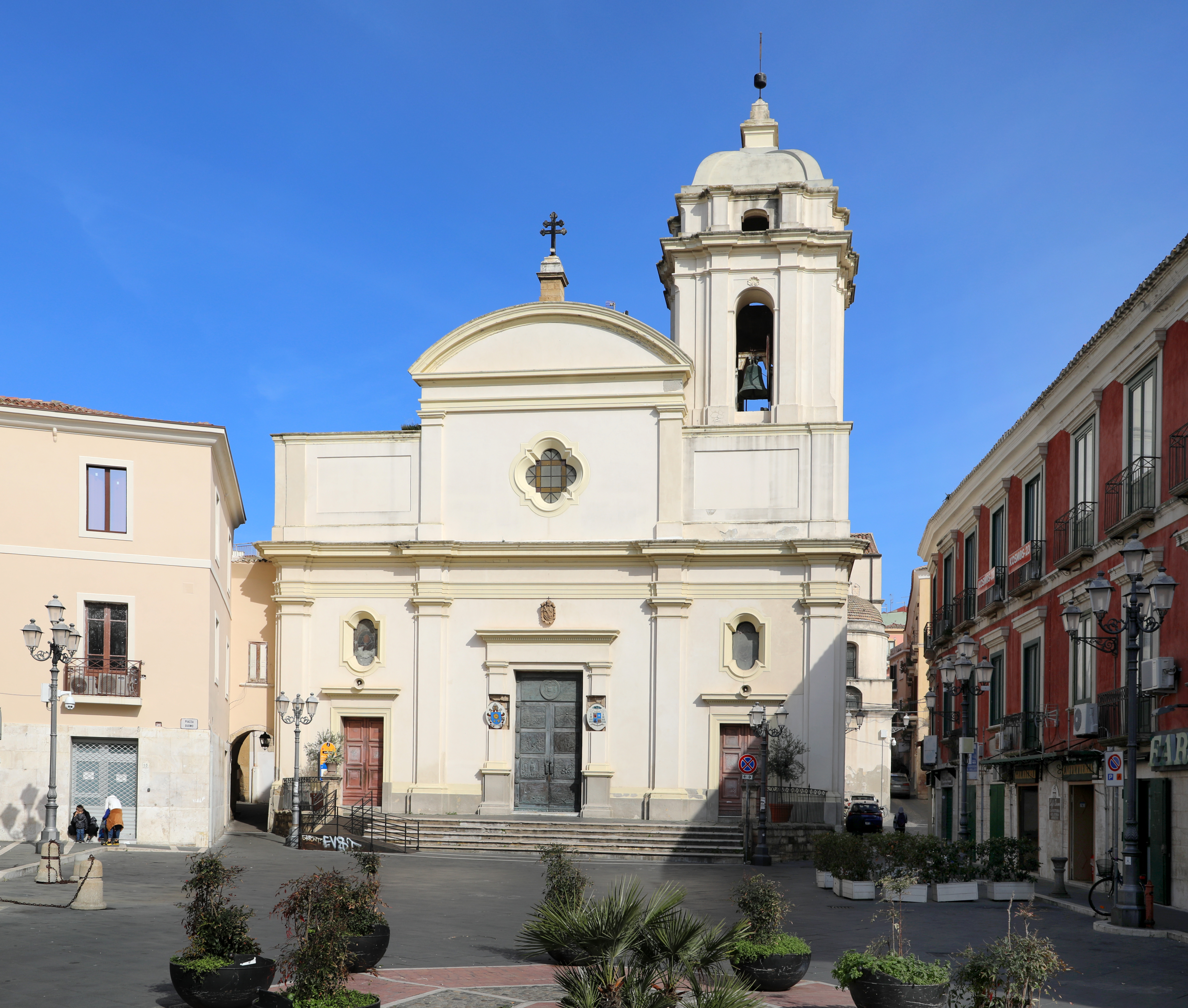
Kathedrale Santa Maria Assunta in Crotone